# Karen (slang)
Karen is een pejoratieve term die in de Verenigde Staten en andere Engelssprekende landen wordt gebruikt voor een blanke vrouw die zich disproportioneel bevoorrecht of veeleisend gedraagt. De term wordt tevens gebruikt voor vrouwen (of mannelijke Karens) die zelf problemen zoeken door zich bemoeizuchtig te gedragen of niet krijgen wat ze willen en dan vragen naar een leidinggevende of politie bellen veelal zonder reden. 
Karen is het stereotype van een bevooroordeelde schreeuwerige bemoeizuchtige onuitstaanbare vrouw van middelbare leeftijd – vaak gezien met een gezet postuur, met een vlotte korte blonde coupe.

## Oorsprong
De term is mogelijk ontstaan als een internetmeme op Twitter en wordt gebruikt om blanke vrouwen te beschrijven die limonadekraampjes van zwarte kinderen verklikken. Karen heeft verschillende namen gehad. Begin jaren 90, toen het hiphopnummer Baby Got Back van Sir Mix-a-Lot uitkwam, was het Becky.
Een ander gebruik van de term Karen als een internetmeme dateert van de anonieme Reddit-gebruiker "Fuck_You_Karen", die klaagzangen deelde over zijn ex-vrouw Karen. De posts leidden tot de oprichting van een subreddit in 2017, r/FuckYouKaren, om zowel een verhaal te vertellen als memes over de posts te delen. Nadat Fuck_You_Karen zijn account heeft verwijderd, is de subreddit zich gaan richten op memes over het stereotype in plaats van op een specifieke vrouw.
De Karen-meme omvat verschillende stereotypen, waarvan het meest opvallende het stereotype is dat een Karen snel zal eisen om met de leidinggevende te spreken van een hypothetische dienstverlener. Andere stereotypen zijn onder meer anti-vaccinatieovertuigingen, racisme tegen zwarte mensen, gebruik van Facebook en een bijzonder kort kapsel met blonde highlights. Haar bob wordt ook wel het "kan-ik-de-manager-spreken-kapsel" genoemd.